# Neopetrosia granulosa
Neopetrosia granulosa är en svampdjursart som först beskrevs av Wilson 1925.  Neopetrosia granulosa ingår i släktet Neopetrosia och familjen Petrosiidae.
Artens utbredningsområde är Filippinerna. Inga underarter finns listade i Catalogue of Life.